# Byrsonima orientensis
Byrsonima orientensis là một loài thực vật có hoa trong họ Malpighiaceae. Loài này được Bisse mô tả khoa học đầu tiên năm 1975.